# Torneo de Stuttgart 2014
El MercedesCup 2014 es un torneo de tenis jugado en tierra batida al aire libre. Esta fue la 37 ª edición del MercedesCup, y forma parte de la gira mundial ATP World Tour 2014 en la categoría ATP 250 series. Se llevó a cabo en Stuttgart, Alemania, del 7 de julio al 13 de julio de 2014.

## Cabezas de serie

### Individual
| Tenista                | Ranking | Preclasificada |
| Fabio Fognini          | 15      | 1              |
| Mijaíl Yuzhny          | 16      | 2              |
| Roberto Bautista Agut  | 23      | 3              |
| Feliciano López        | 26      | 4              |
| Philipp Kohlschreiber  | 28      | 5              |
| Guillermo García-López | 34      | 6              |
| Santiago Giraldo       | 35      | 7              |
| Federico Delbonis      | 37      | 8              |

### Dobles
| Tenista                           | Ranking | Preclasificada |
| Colin Fleming Mariusz Fyrstenberg | 67      | 1              |
| Marin Draganja Florin Mergea      | 76      | 2              |
| František Čermák Lukáš Rosol      | 114     | 3              |
| Mate Pavić André Sá               | 120     | 4              |

## Campeones

### Individual masculino
Roberto Bautista Agut venció a  Lukáš Rosol por 6–3, 4–6, 6–2

### Dobles masculino
Mateusz Kowalczyk /  Artem Sitak vencieron a  Guillermo García-López /  Philipp Oswald por 2–6, 6–1, [10–7]